# Polycentropus brongus
Polycentropus brongus är en nattsländeart som beskrevs av Gibbs 1973. Polycentropus brongus ingår i släktet Polycentropus och familjen fångstnätnattsländor. Inga underarter finns listade i Catalogue of Life.